# 東京都の区市町村旗一覧
東京都の市町村旗一覧（とうきょうとのしちょうそんきいちらん）は、東京都内の市町村に制定されている、あるいは制定されていた市町村旗の一覧である。なお、一覧の順序は全国地方公共団体コード順による。廃止された市町村旗は廃止日から順に掲載している。

## 区部
| 区       | 区旗 | 制定有無 | 制定日        | 旗の色                                           | 備考                                                           |
| -------- | ---- | -------- | ------------- | ------------------------------------------------ | -------------------------------------------------------------- |
| 千代田区 |      | なし     | なし          | 地色は紫色であり、紋章は白色が指定されている     |                                                                |
| 中央区   |      | なし     | なし          | 地色は濃紺色であり、紋章は白色が指定されている   |                                                                |
| 港区     |      | なし     | なし          | 地色は紫色であり、紋章は白色が指定されている     |                                                                |
| 新宿区   |      | なし     | なし          | 地色は紫色であり、紋章は白色が指定されている     |                                                                |
| 文京区   |      | なし     | なし          | 地色は茄子紺色であり、紋章は白色が指定されている |                                                                |
| 台東区   |      | あり     | 1965年6月4日  | 地色は暗紅色であり、紋章は白色が指定されている   |                                                                |
| 墨田区   |      | なし     | なし          | 地色は江戸紫色であり、紋章は白色が指定されている |                                                                |
| 江東区   |      | なし     | なし          | 地色は江戸紫色であり、紋章は白色が指定されている |                                                                |
| 品川区   |      | なし     | なし          | 地色は江戸紫色であり、紋章は白色が指定されている | 1987年頃に区旗の制定と色の指定を検討したが、その後は不明である |
| 目黒区   |      | あり     | 1977年10月1日 | 地色は江戸紫色であり、紋章は白色が指定されている |                                                                |
| 大田区   |      | なし     | なし          | 地色は紺色であり、紋章は白色が指定されている     |                                                                |
| 世田谷区 |      | なし     | なし          | 地色は紫色であり、紋章は白色が指定されている     |                                                                |
| 渋谷区   |      | なし     | なし          | 地色は茄子紺色であり、紋章は白色が指定されている |                                                                |
| 中野区   |      | なし     | なし          | 地色は紫色であり、紋章は白色が指定されている     |                                                                |
| 杉並区   |      | あり     | 1980年12月1日 | 地色は緑色であり、紋章は白色が指定されている     |                                                                |
| 豊島区   |      | あり     | 1982年10月1日 | 地色は江戸紫色であり、紋章は白色が指定されている |                                                                |
| 北区     |      | なし     | なし          | 指定されていない                                 |                                                                |
| 荒川区   |      | なし     | なし          | 地色は青色であり、紋章は白色が指定されている     |                                                                |
| 板橋区   |      | なし     | なし          | 地色は紫色であり、紋章は白色が指定されている     |                                                                |
| 練馬区   |      | あり     | 1984年1月1日  | 地色は江戸紫色であり、紋章は白色が指定されている |                                                                |
| 足立区   |      | あり     | 1991年1月1日  | 地色は江戸紫色であり、紋章は白色が指定されている | 1982年1月に制定されたものを1991年1月1日に再制定される          |
| 葛飾区   |      | なし     | なし          | 地色は江戸紫色であり、紋章は白色が指定されている |                                                                |
| 江戸川区 |      | なし     | なし          | 地色は紺色であり、紋章は白色が指定されている     |                                                                |

## 市部
| 市         | 市旗 | 制定有無 | 制定日        | 旗の色                                           | 備考                                             |
| ---------- | ---- | -------- | ------------- | ------------------------------------------------ | ------------------------------------------------ |
| 八王子市   |      | あり     | 2008年4月1日  | 地色は江戸紫色であり、紋章は白色が指定されている | 制定前は使用されていない                         |
| 立川市     |      | あり     | 1967年12月1日 | 地色は紫色であり、紋章は白色が指定されている     |                                                  |
| 武蔵野市   |      | なし     | なし          | 地色は紫色であり、紋章は白色が指定されている     |                                                  |
| 三鷹市     |      | なし     | なし          | 地色は紫紺色であり、紋章は白色が指定されている   |                                                  |
| 青梅市     |      | なし     | なし          | 地色は紺色であり、紋章は白色が指定されている     |                                                  |
| 府中市     |      | なし     | なし          | 使用されていない                                 |                                                  |
| 昭島市     |      | あり     | 2004年8月6日  | 地色は紫色であり、紋章は白色が指定されている     | 制定前は未制定であったが、慣例的に使用されていた |
| 調布市     |      | なし     | なし          | 地色は紫色であり、紋章は白色が指定されている     |                                                  |
| 町田市     |      | あり     | 2012年7月17日 | 地色は紫色であり、紋章は白色が指定されている     | 制定前は未制定であったが、慣例的に使用されていた |
| 小金井市   |      | なし     | なし          | 地色は白色であり、紋章は赤色が指定されている     |                                                  |
| 小平市     |      | なし     | なし          | 地色は白色であり、紋章は草色が指定されている     |                                                  |
| 日野市     |      | なし     | なし          | 指定されていない                                 |                                                  |
| 東村山市   |      | あり     | 2014年5月1日  | 地色は紫紺色であり、紋章は白色が指定されている   | 制定前は未制定であったが、慣例的に使用されていた |
| 国分寺市   |      | なし     | なし          | 地色は緑色であり、紋章は白色が指定されている     |                                                  |
| 国立市     |      | なし     | なし          | 地色は緑色であり、紋章は白色が指定されている     |                                                  |
| 福生市     |      | なし     | なし          | 地色は白色であり、紋章は紫色が指定されている     |                                                  |
| 狛江市     |      | なし     | なし          | 地色は紫紺色であり、紋章は白色が指定されている   |                                                  |
| 東大和市   |      | なし     | なし          | 地色は紺色であり、紋章は白色が指定されている     |                                                  |
| 清瀬市     |      | なし     | なし          | 地色は江戸紫色であり、紋章は白色が指定されている |                                                  |
| 東久留米市 |      | なし     | なし          | 地色は紫色であり、紋章は白色が指定されている     |                                                  |
| 武蔵村山市 |      | なし     | なし          | 地色は紺色であり、紋章は白色が指定されている     |                                                  |
| 多摩市     |      | なし     | なし          | 地色は紫色であり、紋章は白色が指定されている     |                                                  |
| 稲城市     |      | なし     | なし          | 地色は臙脂色であり、紋章は白色が指定されている   |                                                  |
| 羽村市     |      | なし     | なし          | 地色は紫色であり、紋章は白色が指定されている     |                                                  |
| あきる野市 |      | なし     | なし          | 地色は白色であり、紋章は指定色が指定されている   |                                                  |
| 西東京市   |      | なし     | なし          | 地色は白色であり、紋章は黄緑色が指定されている   |                                                  |

## 町村部

### 多摩地方
| 郡       | 町村     | 町村旗 | 制定有無 | 制定日       | 旗の色                                         | 備考 |
| -------- | -------- | ------ | -------- | ------------ | ---------------------------------------------- | ---- |
| 西多摩郡 | 瑞穂町   |        | なし     | なし         | 地色は深緑色であり、紋章は白色が指定されている |      |
| 西多摩郡 | 日の出町 |        | なし     | なし         | 地色は紫色であり、紋章は白色が指定されている   |      |
| 西多摩郡 | 奥多摩町 |        | あり     | 1975年4月1日 | 地色は紫紅色であり、紋章は白色が指定されている |      |
| 西多摩郡 | 檜原村   |        | なし     | なし         | 地色は緑色であり、紋章は白色が指定されている   |      |

### 島嶼部
| 支庁       | 町村     | 町村旗 | 制定有無 | 制定日 | 旗の色                                       | 備考 |
| ---------- | -------- | ------ | -------- | ------ | -------------------------------------------- | ---- |
| 大島支庁   | 大島町   |        | なし     | なし   | 地色は緑色であり、紋章は白色が指定されている |      |
| 大島支庁   | 利島村   |        | なし     | なし   | 地色は白色であり、紋章は青色が指定されている |      |
| 大島支庁   | 新島村   |        | なし     | なし   | 地色は紫色であり、紋章は白色が指定されている |      |
| 大島支庁   | 神津島村 |        | なし     | なし   | 地色は紫色であり、紋章は白色が指定されている |      |
| 三宅支庁   | 三宅村   |        | なし     | なし   | 地色は青色であり、紋章は白色が指定されている |      |
| 三宅支庁   | 御蔵島村 |        | なし     | なし   | 地色は青色であり、紋章は白色が指定されている |      |
| 八丈支庁   | 八丈町   |        | なし     | なし   | 地色は緑色であり、紋章は白色が指定されている |      |
| 八丈支庁   | 青ヶ島村 |        | なし     | なし   | 地色は青色であり、紋章は白色が指定されている |      |
| 小笠原支庁 | 小笠原村 |        | なし     | なし   | 地色は白色であり、紋章は水色が指定されている |      |

## 廃止された市町村旗
| 市郡     | 町村     | 町村旗 | 制定有無 | 制定日 | 廃止日        | 旗の色                                           | 備考              |
| -------- | -------- | ------ | -------- | ------ | ------------- | ------------------------------------------------ | ----------------- |
| 秋川市   |          |        | なし     | なし   | 1992年4月1日  | 地色は紺色であり、紋章は白色が指定されている     | 初代の市旗である  |
| 秋川市   |          |        | なし     | なし   | 1995年9月1日  | -                                                | 2代目の市旗である |
| 西多摩郡 | 五日市町 |        | なし     | なし   | 1995年9月1日  | -                                                |                   |
| 田無市   |          |        | なし     | なし   | 2001年1月21日 | 地色は海老茶色であり、紋章は白色が指定されている |                   |
| 保谷市   |          |        | なし     | なし   | 2001年1月21日 | 地色は濃青色であり、紋章は白色が指定されている   |                   |